# Église des Saints-Jean de Valence
L'église des Saints-Jean de Valence (en catalan : església dels Sants Joans ; en espagnol : iglesia de los Santos Juanes) également connue comme église Saint-Jean du Marché (església de Sant Joan del Mercat ; iglesia de San Juan del Mercado) est une église catholique située dans la ville de Valence en Espagne.
Elle est de style gothique valencien et baroque.

## Historique
La construction a commencé au xive siècle en gothique valencien sur l'emplacement d'une ancienne mosquée et s'est terminée par la construction de la façade en style baroque au XVIIIe siècle.
Le 19 juillet 1936, pendant la guerre d'Espagne, l'édifice partit en flammes.

## Dimensions
Les dimensions de l'église sont les suivantes :

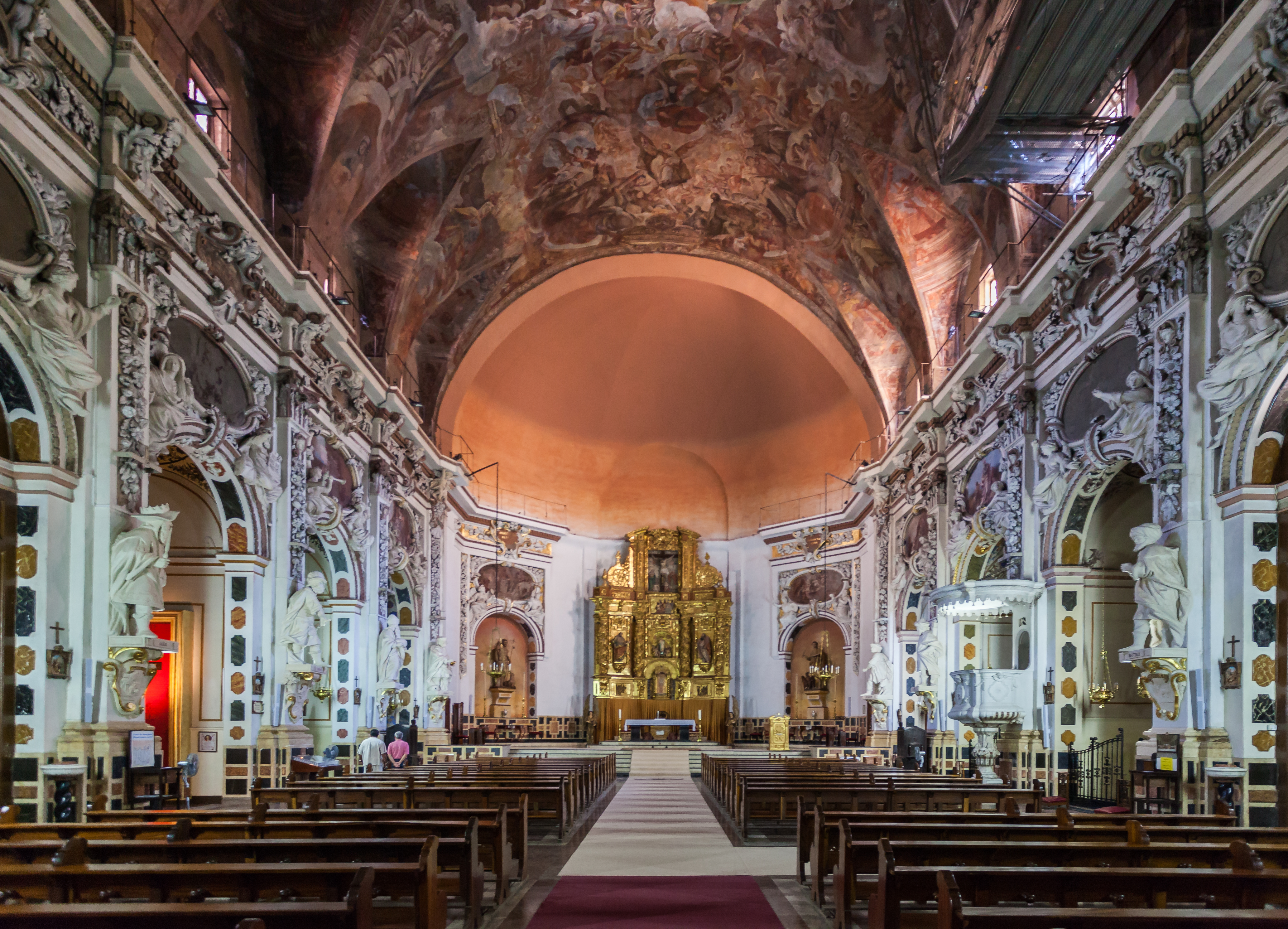
Intérieur de l'église.

- Hauteur sous voûte : 21,5 m